# 바카디 151

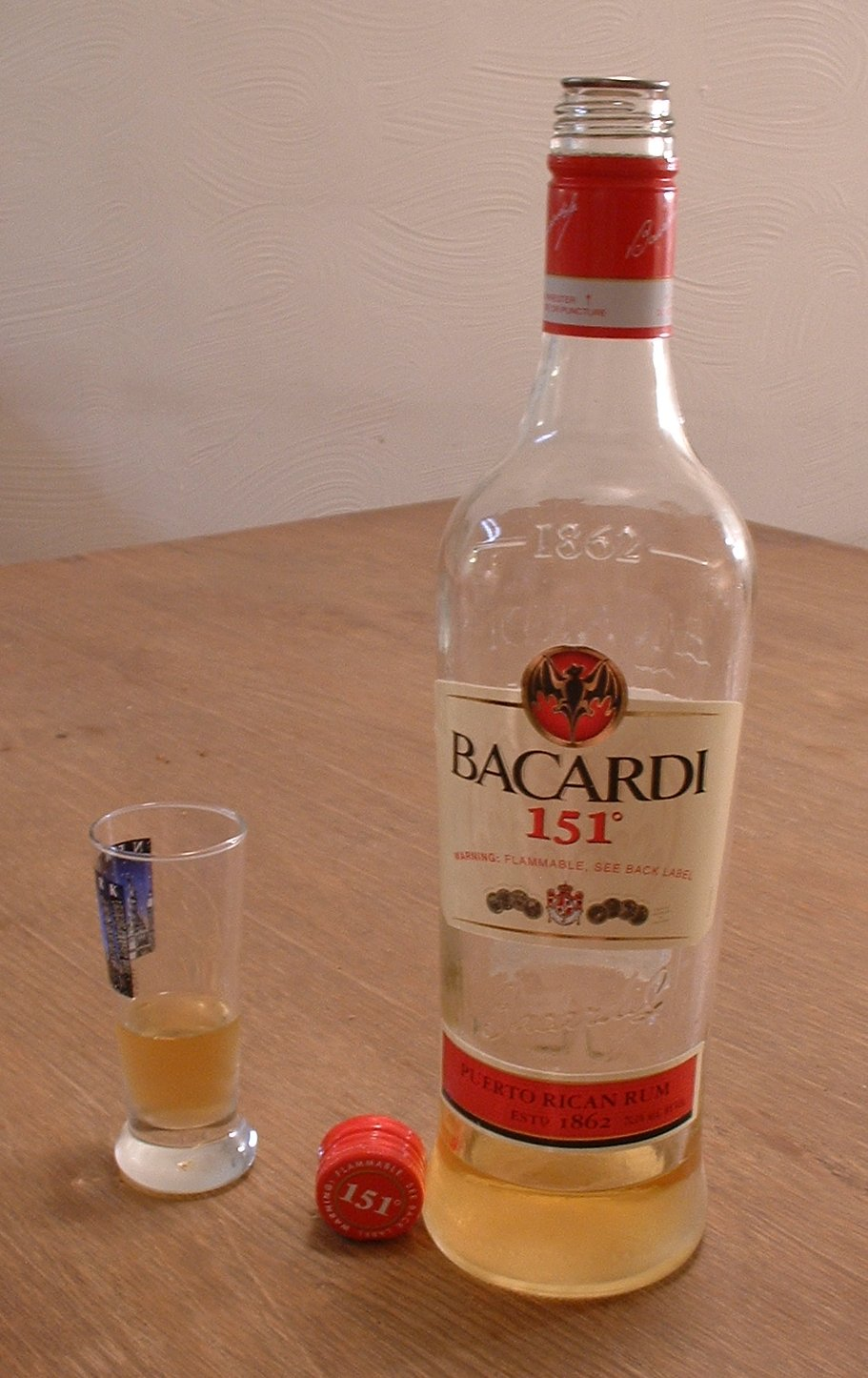
바카디

바카디 151(Bacardi 151)는 바카디의 럼 브랜드이다. 이름의 151은 알코올 프루프가 151이라는 뜻으로, 알코올 도수는 75.5%에 해당한다. 미국에서는 적어도 1963년부터 판매되었으며, 2016년에 생산이 중단되었다.